# Neuchâtel (stacja kolejowa)
Neuchâtel – stacja kolejowa w Neuchâtel, kantonie Neuchâtel, w Szwajcarii. Znajdują się tu 4 perony.